# 平和を願い真の国益を考え靖国神社参拝を支持する若手国会議員の会
平和を願い真の国益を考え靖国神社参拝を支持する若手国会議員の会は、自由民主党の国会議員による議員連盟。

## 概要
安倍晋三自由民主党幹事長代理（当時）らが発起人となり、2005年6月28日に発足。小泉純一郎首相（当時）による靖国神社参拝への支持を表明した。自由民主党所属の国会議員のうち116名（当選5回までの衆議院議員83名と同2回までの参議院議員33名）が参加。松下忠洋が会長、山谷えり子が幹事長に就任した。「若手」と称するが、当時、全員が50代だった。
2005年8月8日、参議院本会議で郵政民営化関連法案が否決された。本議員連盟所属議員のうち、21名が郵政民営化法案に反対して自由民主党を離党した。郵政解散により同年9月11日に実施された第44回衆議院議員総選挙で松下会長など主要メンバーが相次いで落選した。
主要メンバーの落選により活動が一時停滞するが、幹事長の山谷を中心に立て直しを検討。「小泉チルドレン」ならば首相の靖国参拝の支持を得やすいとして、新人議員83人に、2005年10月18日の会合の案内を配布した。同日の会合には櫻井よしこが講師として出席し、靖国の基礎知識を披露した。この頃から本議員連盟はポスト小泉を見据え、顧問の安倍晋三の支援隊としての役割を担うようになっていった。同年10月31日、第3次小泉改造内閣が発足。安倍は内閣官房長官として初入閣した。
2006年4月6日、約120名で活動を再開。会長には今津寛が就任した。

## 現在の主な所属議員
- 井上信治
- 高市早苗
- 萩生田光一
- 山谷えり子
- 古屋圭司
- 岩屋毅
- 菅義偉